# Oggiono
Oggiono (lombardul: Ugiòn vagy Vugiòn) település Olaszországban, Lombardia régióban, Lecco megyében. Lakosainak száma 9063 fő (2023. január 1.). Oggiono Dolzago, Galbiate, Molteno, Sirone, Annone di Brianza és Ello községekkel határos.

## Népesség
A település lakossága az elmúlt években az alábbi módon változott:
| Lakosok száma | 9032 | 9075 | 9063 |
|               | 2017 | 2018 | 2023 |

## Híres szülöttjei
- Lorenzo D’Anna labdarúgó